# Lill-Abborrtjärnen (Råneå socken, Norrbotten, 734338-178214)
Lill-Abborrtjärnen är en sjö i Bodens kommun i Norrbotten och ingår i Råneälvens huvudavrinningsområde.